# Nhân trần hao
Artemisia capillaris, tên thông thường nhân trần hao, thanh cao chỉ, hoặc nhân trần Trung Quốc, là một loài thực vật có hoa trong họ Cúc. Loài này được Thunb. mô tả khoa học đầu tiên năm 1784.